# Liste der Straßen in Berlin-Wilhelmsruh

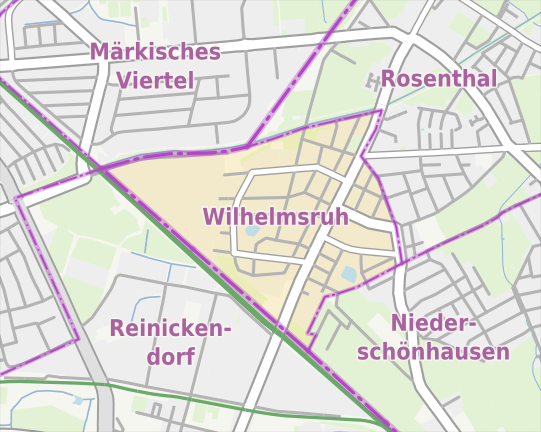
Übersichtskarte von Berlin-Wilhelmsruh

Die Liste der Straßen in Berlin-Wilhelmsruh  stellt die im Berliner Ortsteil Wilhelmsruh liegenden Straßen mit ihren historischen Bezügen dar. Gleichzeitig ist diese Zusammenstellung ein Teil der Listen aller Berliner Straßen und Plätze.

## Überblick

### Statistisches
Wilhelmsruh umfasst die Postleitzahlenbereiche 13156 und 13158. Der Ortsteil hat 8.253 Einwohner (Stand: 31. Dezember 2023). Die Wohnbebauung umfasst 25 gewidmete Straßen, deren Gesamtlänge laut amtlicher Straßenliste 12,0 Kilometer beträgt. Das entspricht vier Prozent des Pankower Straßennetzes (statt im Mittel acht Prozent). Bei der Bezirksreform am 1. Januar 2001 wurde Wilhelmsruh, das bis dahin zum Ortsteil Rosenthal gehörte, ein eigenständiger Ortsteil. In der Vergangenheit war die Zuordnung Wilhelmsruhs unterschiedlich. Zeitweise gehörten einige Gebiete zu Reinickendorf oder zu Rosenthal, dessen Grenze sich einmal an der Lessingstraße befand.

### Straßensystem
Die Stadthäuser liegen entlang der Hauptstraße, die der historische Verkehrsweg von Rosenthal zur Kopenhagener Straße in Reinickendorf ist. Der Schönholzer Weg, die Verbindungsstraße von Rosenthal zur „Königinnen-Kolonie Schönholz“, war auch bereits vor der Gründung von Wilhelmsruh vorhanden. Um die Jahrhundertwende wurden die Niederschen Besitzungen zwischen dem Wilhelmsruher See und der Wodanstraße parzelliert und Straßen trassiert. Zu dieser Zeit war Wilhelmsruh Teil des Gutsbezirks Rosenthal. Ein Bahnanschluss bestand mit dem Bahnhof an der Hauptstraße an der Nordbahn und ab 1901 ins Barnimer Land mit der Niederbarnimer Bahn, die ebenfalls an diesem Doppelbahnhof begann. Förderlich war es für den Vorort, dass 1907 Sigmund Bergmann 76.000 Quadratmeter Baugelände erwarb und ein Jahr später für die „Bergmann-Elektrizitäts-Werke AG“ in Wilhelmsruh mit der Errichtung der Fabrikanlagen begann. Der Gleisanschluss diente als Zubringer für die Angestellten und erleichterte den Gütertransport. Durch die Werksanlagen im Winkel von Nordbahn, Industriebahn und späteren Nordgraben blieb das Gelände von Wohnbauten und öffentlichen Straßen ausgenommen.
Mit der Bildung von Groß-Berlin 1920 kam Wilhelmsruh zum Verwaltungsbezirk Reinickendorf, das benachbarte Rosenthal zu Pankow. 1938 wurde Wilhelmsruh dem Verwaltungsbezirk Pankow zugeordnet und die Nordbahn wurde zur Grenzlinie. Die Verbindung nach Reinickendorf blieb der Straßenzug Hauptstraße-Kopenhagener Straße, den auch die Straßenbahnlinien 35 und 141 nach Wilhelmsruh befuhren. Diese Verbindung wurde in Folge des Zweiten Weltkriegs mit der Aufteilung der Verwaltungsbezirke auf West- und Ost-Berlin und endgültig durch den Mauerbau 1961 gekappt. Durch die Teilung der Stadt lief nach 1961 der Verkehr von Pankow durch Schönholz über Edelweiß- und Schillerstraße an die Hauptstraße und zu Bergmann-Borsig (ABB). Bedingt durch die Grenzsituation kam der Ortsteil in Randlage zu Ost-Berlin. Mit dem Mauerfall entstand wieder Ost-West-Verkehr im Norden Berlins. Die Verbindungen nach Reinickendorf über Haupt-/Kopenhagener Straße und die nach Pankow über Edelweiß-/Schillerstraße und den betroffenen Teil des Schönholzer Wegs zur Germanenstraße sind im Berliner System als regionale Hauptstraße (Klasse III) geführt. In den frühen 1990er Jahren wurde stärkerer Ost-West-Verkehr im Berliner Norden erwartet und am Nordgraben war die Nordtangente vorgesehen. Das Gebiet zwischen Nordbahn und Nordgraben war durch die Industrieanlage von Bergmann-Borsig vom Straßenverkehr freigeblieben und nach der Wende war diese geschlossene Gewerbefläche entfallen. Als Teilstück der geplanten, aber Anfang des 21. Jahrhunderts nicht realisierten Nordtangente entstand die jüngste Straße im Ortsteil. Die Heinz-Brandt-Straße am Nordgraben verbindet die Westecke des Ortsteils mit dem benachbarten Märkischen Viertel. Sie ist im Straßensystem Berlins eine „sonstige Straße“ (StEP-Klasse V) und endet bislang vor der Trasse der ehemaligen Niederbarnimer Bahn ohne durchgehende Verbindung für Kraftfahrzeuge. Die vorhandenen Siedlungsstraßen im Ortsteil erforderten nach 1990 kaum Veränderung. Der Ortsteil wird als gute Wohnlage geführt und so begann die bauliche Verdichtung auf den Grundstücken im Rahmen des bestehenden Straßensystems.

### Straßen von 1909

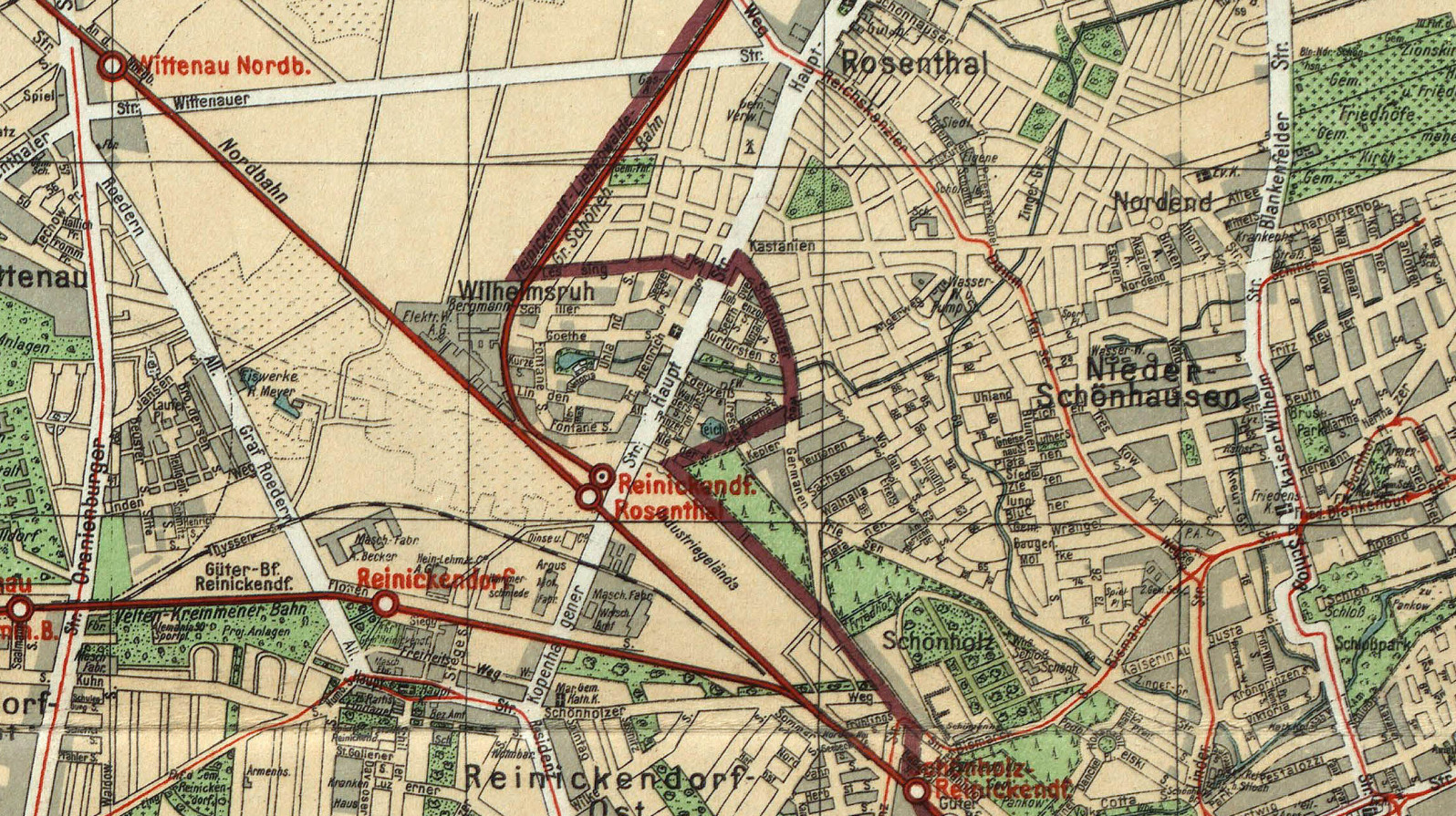
Lage und Straßensystem von Wilhelmsruh auf Silvaplan, 1925

Die Entwicklung des Straßensystems ist mit dem Aufbau der 1894 als „Colonie Wilhelmsruh“ benannten Landhauskolonie der Barnimgemeinde Rosenthal verbunden. Das erste Grundstück soll die heutige Hauptstraße 19 gewesen sein.
Im Adressbuch von 1909 ist erstmals „Rosenthal mit Wilhelmsruh und Nordend“ als Vorort mit aufgenommen. Für Wilhelmsruh sind die folgenden Straßen mit jeweils schon bebauten Grundstücken genannt: Beethoven-, Bergmann-, Edelweiß-, Fontane-, Goethe-, Haupt-, Herta-, Kronprinzen-, Kurfürstenstraße, Lindenallee, Lessing-, Martha-, Nieder-, Prinzen-, Prinz-Heinrich-, Schiller-, Seeger-, Treskow-, Uhland-, Walderseestraße und das Wasserwerk (Post Rosenthal) im Eigentum der Gemeinde Rosenthal mit dem Beamtenhaus, bewohnt vom Betriebsleiter F. Willmerroth, dem Gemeindegärtner Kunkel und dem Heizer K. Marlinghaus. Aufgenommen sind noch die drei unbebauten Straßen: Hohenzollernstraße, Schönholzer Weg, Mozart- und Viktoriastraße. Am Wechsel der Hauptstraße zur Kopenhagener beginnt nach Adressbuch die Gemarkung Reinickendorf. Die Bergmannstraße führte von der Lindenallee auf das Grundstück von Bergmann’s Electricitätsgesellsch[aft], deren Eigentümer die Bergmann=Electricitäts=Werke Akt.Ges. war. Dieser Straßenname stand anfangs für das entstandene Industriegebiet. Der Zugang zum Verwaltungsgebäude von der Kurzen Straße bestand 1910 gleichzeitig zur Bergmannstraße. Die heute bestehenden Straßen (zwei lagen damals auf Reinickendorfer Flur) waren 1908 – 15 Jahre nach der Planung der „Colonie“ – (nahezu) alle angelegt, auf parzelliertem Gelände von Nieder (südlich) sowie von Seeger (nördlich).
Die Straßen des Ortsteils sind im Adressbuch von 1930 unter dem Verwaltungsbezirk Reinickendorf, Ortslage Rosenthal aufgeführt. Es gab Verweise auf die im „Bezirk XIX“ (Pankow) befindlichen Verkehrswege Beethovenstraße, Edelweißstraße, Fasanerei (heute in Reinickendorf), Fontane-, Goethe-, Haupt-, Herta-, Hohenzollernstraße, Interessentenweg (zwischen Lessingstraße und Nordbahn / Gemarkung Reinickendorf), Kronprinzen-, Kurfürsten-, Kurze Straße, Lindenallee, Marthastraße, die noch unbebaute Mozartstraße, Niederstraße, Parallelweg (zwischen Wittenauer Weg und Gemarkung Bezirk Pankow), Prinzen-, Prinz-Heinrich-Straße, Schillerstraße, Seeger-, Treskow-, Uhland-, Viktoria-, Waldersee- und Wittenauer Straße. Der Ausbaugrad der anliegenden Grundstücke war dann nach 20 Jahren wesentlich höher. Damit zählte auch das Gebiet der Rosenthaler Feldmark nördlich der Industriebahn und westlich der Reinickendorf-Liebenwalder Eisenbahn zu Wilhelmsruh und zum Verwaltungsbezirk Reinickendorf.
Die Straßen im Ortsteil wurden nahezu alle vor dem Ersten Weltkrieg angelegt. Bebaut wurden sie anfangs mit Stadtvillen, es folgte in den 1930er Jahren eine Verdichtung der Bebauung, vor allem mit Einzelhäusern. In den Jahren von 1955 bis in die 1970er Jahre kamen auf Freiflächen und unbebauten Grundstücken Wohnhausblöcke hauptsächlich in Plattenbauweise hinzu, die nach 1961 vorzugsweise für die Belegschaft von Bergmann-Borsig (in Arbeitsplatznähe) errichtet wurden. Seit den 1990er Jahren erfolgte eine weitere Bauverdichtung mit Stadthäusern und es wurden Plattenbauten durch die Wilhelmsruher Wohnungsbaugenossenschaft saniert. Abgesehen von den asphaltierten Hauptstraßen bestehen noch Pflasterstraßen und unsanierte Straßen.

### Ortsteilbegrenzende Straßen
Am Nordwestrand grenzt die Heinz-Brandt-Straße des Ortsteiles mit dem Nordgraben an das Märkische Viertel und auch östlich bleibt der Nordgraben entlang der ehemaligen Bahnstrecke Grenzlinie, hier zu Rosenthal. Im Weiteren biegt die Grenzlinie unter Einschluss des Straßenlands der Hauptstraße, aber ohne die Kastanienallee einzuschließen, nach Süden. Das Straßenland des Schönholzer Wegs einschließend führt die Rosenthaler Grenze bis zum Übergang des Schönholzer Wegs in die Germanenstraße, dieser Namenswechsel der Straßen liegt an einer Verbindungslinie von der Nordendstraße zum südlichen Grundstücksrand der Marthastraße, diese Grenzlinie zwischen Rosenthal und Niederschönhausen kennzeichnet auch den Wechsel des Wilhelmsruher Nachbarortsteils ohne Wechsel der Bezirke. Die Grenze verläuft weiter gen Westen südlich der Marthastraße und durch den Siegfried-Baruch-Weg (vormals: Straße 110). Die Grenze wechselt zwischen Niederstraße und Waldsteg ihre Richtung nach Süden/Südwesten durch die Gartenanlagen mit einer Ecke zur südlichen Straße 78 nehmend, die bereits in Niederschönhausen liegt.
Die Grenzlinie setzt sich weiter bis zum Bahndamm der Nordbahn fort, auf dessen nordwestlicher Seite der Bezirk Reinickendorf mit dem Ortsteil Reinickendorf liegt. Sie folgt der Bahnlinie entlang des ehemaligen Industriegeländes von Bergmann-Borsig bis über die Brücke der Heinz-Brandt-Straße, wo sie gegenüber wieder auf das Markische Viertel trifft.

## Übersicht der Straßen
Die nachfolgende Tabelle gibt eine Übersicht über die vorhandenen Straßen  im Ortsteil sowie einige dazugehörige Informationen.
- Name/Lage: aktuelle Bezeichnung der Straße. Über den Link Lage kann die Straße  auf verschiedenen Kartendiensten angezeigt werden. Die Geoposition gibt die Lage der ungefähren Mitte der Straßenlänge an.
- Im amtlichen Straßenverzeichnis nicht aufgeführte Verkehrswege sind mit * gekennzeichnet.
- Ehemalige oder nicht mehr gültige Straßennamen sind kursiv gesetzt. Für bedeutende ehemalige Straßen oder historische Straßennamen ist gegebenenfalls eine gesonderte Liste vorhanden.
- Länge/Maße in Metern:
Die in der Übersicht enthaltenen Längenangaben sind  gerundete Übersichtswerte, die in Google Earth mit dem dortigen Maßstab ermittelt wurden. Sie dienen Vergleichszwecken und werden, sofern amtliche Werte bekannt sind, ausgetauscht und gesondert gekennzeichnet.
Sofern die Straße auch in benachbarte Ortsteile weiterführt, gibt der Zusatz ‚im Ortsteil‘ an, wie lang der Straßenabschnitt innerhalb des Ortsteils dieses Artikels ist.
- Namensherkunft: Ursprung oder Bezug des Namens.
- Anmerkungen: weitere Informationen über anliegende Baudenkmale oder Institutionen, die Geschichte der Straße und historische Bezeichnungen.
- Bild: Foto der Straße oder eines anliegenden Objektes.

| Name/Lage                   | Länge/Maße (in Metern)   | Namensherkunft                                                    | Datum der Benennung | Anmerkungen | Bild |
| --------------------------- | ------------------------ | ----------------------------------------------------------------- | ------------------- | --- | --- |
| Beethovenstraße (Lage)      | 0250                     | Ludwig van Beethoven (1770–1827), Komponist                       | ca. um 1905         | Die Straße liegt zwischen Schillerstraße und Schönholzer Weg. Die breite Pflasterstraße mit zwei Gehwegen und Straßenbäumen befindet sich parallel zur östlichen Mozartstraße und der westlichen Hauptstraße und die Lessingstraße wird gekreuzt. Die Straße ist mit Siedlungshäusern und mehrstöckigen Mietshäusern bebaut. An der Ecke Lessingstraße steht ein fünfgeschossiger Plattenbau mit vier Hauseingängen 4–4c, zudem kommen 9–9c (sowie die benachbarten Mozartstraße 1–15) ebenfalls als fünfgeschossige WBS-70-Typen errichtet hinzu, die quer zum Straßenlauf stehen. Diese Plattenbauten wurden 2012/2013 saniert, wobei auch Aufzüge angebracht wurden. Auf den Grundstücken 3 und 8 stehen schon 1910 Achtparteienmietshäuser, auf 18 das Einfamilienhaus des Konzertagenten H. Wendt, dessen Nachbarhaus 16 ist von einem Kaufmann bewohnt. 1930 kommt auf 10 eine Sommerlaube (heute: Fünfgeschosser mit Vorgarten) und auf 14 noch ein Einfamilienhaus hinzu. 1943 sind auf den 20 Grundstücke in Orientierungsnummerierung elf mit Wohnhäusern bebaut und 9–11, 17 und 12, 20 sind Gärten. Noch in den 2010er Jahren gibt es Gartengrundstücke. Neben Privathäusern sind einige Häuser auch Genossenschaftseigentum, beispielsweise ein Neubau auf 4d, der statt des vorherigen Trafhäuschens errichtet wurde. Auf der Beethovenstraße 12 / Ecke Lessingstraße liegt ein Spielplatz. | Beethovenstraße, 2012 · Beethovenstraße von Ecke Schillerstraße nach Norden                                                                                     |
| Buchhorster Straße (Lage)   | 0340                     | Buchhorst, Ortsteil der Gemeinde Mühlenbecker Land in Brandenburg | 26. Juli 1927       | Im Bebauungsplan ist für die Trasse die Straße 3 vorgesehen. Sie liegt zwischen Uhland- und Hauptstraße (gegenüber Kastanienallee), parallel zu Möllersfelder (nördlich) und Lessingstraße (südlich). Zeitweise gehörte die Buchhorster Straße nicht zur Ortslage Wilhelmsruh, sondern die Grenzziehung verlief auf dem Straßenland der Lessingstraße. | Buchhorster Straße westwärts von Ecke Hielscherstraße · Buchhorster Straße, 2012                                                                                |
| Edelweißstraße (Lage)       | 0420                     | Edelweiß, Hochgebirgspflanze                                      | ca. um 1902         | Die Straße war bereits auf einer Karte von 1902 vermerkt. Sie liegt zwischen Hauptstraße und Schönholzer Weg, südlich vom Tempelgraben. Als Hauptverkehrsstraße ergänzt sie als Einbahnstraße von der Hauptstraße zum Schönholzer Weg den Lauf der nördlich benachbarten Schillerstraße und der Bus 155 fährt stadtwärts hier. Im Berliner Straßennetz wird sie als Hauptstraße mit regionaler Bedeutung klassifiziert und besitzt im Straßenentwicklungsplan die Klasse III. In der Edelweißstraße 55 befindet sich das Feuerwehrhaus der Freiwilligen Feuerwehr Wilhelmsruh. | Edelweißstraße ostwärts vom Heegermühler Weg · Edelweißstraße von Ecke Schönholzer Weg nach Westen                                                              |
| Fontanestraße (Lage)        | 0590                     | Theodor Fontane (1819–1898), Heimatdichter                        | ca. um 1902         | Die Straße war bereits auf einer Karte von 1902 vermerkt. Sie liegt im Süden des Ortsteils U-förmig über die Hertzstraße hinweg zwischen Lessingstraße (nördliches Ende) und Hielscher Straße am westlichen Ende, dabei grenzt sie im Süden an das Vattenfall-Gewerbegebiet zum als Baudenkmal geschützten alten Umspannwerk. Insbesondere liegt sie im Westen (allerdings) mit Abstand zum ABB-Gelände entlang. Mit dieser Lage wird zwischen Lessing- und Hertzstraße der Busverkehr von Linie 155 und 122 zum Eingang des ABB-Geländes abgeleitet. An der Fontanestraße finden sich Wohnbauten der gesamten Zeit des Ortsteils Wilhelmsruh. | Fontanestraße-Hertzstraße, 2012 · Fontanestraße ostwärts Ecke Garibaldistraße                                                                                   |
| Garibaldistraße (Lage)      | 0630                     | Giuseppe Garibaldi (1807–1882), italienischer Freiheitskämpfer    | 10. Mai 1951        | Die Straße im heutigen Verlauf liegt zwischen Fontane- und Tollerstraße, in Nord-Süd über die Hertzstraße und biegt am Garibalditeich nach West-Ost über die Hauptstraße hinweg. Bei der Umbenennung 1951 auf Magistratsbeschluss wurden die in der jetzigen Trasse liegende Hertastraße, Viktoriastraße und die Walderseestraße zusammengefasst. Die vor 1902 schon angelegte Hertastraße erhielt den Namen „Hertha“ in falscher Lesart des Namens der germanischen Göttin Nerthus, den Tacitus in seiner „Germania“ verwendet hatte. Diese lag auf dem Abschnitt südlich der Hertzstraße (damals: Lindenallee). Der Abschnitt nördlich der Hertzstraße bis an den Knick in Höhe Viktoriapark hieß Viktoriastraße, benannt zu Ehren von Kaiserin Viktoria, der Gemahlin von Friedrichs III., auch dies ist vor 1902 trassiert und angelegt worden. Der zwischen Viktoriapark und Hauptstraße liegende Abschnitt der Garibaldistraße war die dritte nach dem preußischen General Alfred Graf von Waldersee benannte Straße, sie bestand ebenfalls schon vor 1902 und führte über die Hauptstraße hinweg zur Kronprinzenstraße (heute: Tollerstraße). Auf dem Grundstück Garibaldistraße 13 / Ecke Hauptstraße befindet sich ein Spielplatz, ein weiterer auf Grundstück 44 und gehört zum Garibaldipark. Durch den Garibaldipark (auch Viktoriapark) und den hier liegenden Garibalditeich gibt es keine Straßentrasse zur Kurze Straße, die das Wilhelmsruher Straßenraster fortsetzen würde. | Garibaldistraße nordwärts der Fontanestraße · Garibaldistraße westwärts Ecke Hielscherstraße                                                                    |
| Goethestraße (Lage)         | 0650                     | Johann Wolfgang von Goethe (1749–1832), Dichter                   | ca. um 1902         | Sie liegt zwischen der Hauptstraße bis an das vormalige Eisenbahngleis am ABB-Gelände nach dem sie die Fontanestraße gekreuzt hat, nördlich liegt parallel die Schillerstraße, die Zugang zum Industrie-/Gewerbegebiet hat. Das um 1902 erbaute Mietshaus Goethestraße 5/Hielscherstraße 26 ist als Baudenkmal im Bestand gesichert. Die Straße war bereits auf einer Karte von 1902 vermerkt. | Goethestraße-Fontanestraße, 2012 · Goethestraße ostwärts der Fontanestraße                                                                                      |
| Hauptstraße (Lage)          | 1200                     | wichtigste Straße im Ortsteil                                     | ca. um 1900         | Der Name dieser Straßentrasse war bis um 1900 mit der Gründung der „Colonie Wilhelmsruh“ noch von Rosenthal her Dorfstraße. Je nach dem Standort wurde der vorher unbefestigte Sandweg auch nach den Richtungen zu Rosenthal oder Reinickendorf als Rosenthaler und Reinickendorfer Weg benannt. Mit der Bildung der Landhauskolonie war es die zentrale, also Hauptstraße. Sie verläuft zwischen der aus dem Süden kommenden Kopenhagener Straße und der Ortsteilgrenze, wo sie in die Rosenthaler Hauptstraße übergeht. Der Name der südlichen Fortsetzung bis zum Bahnhof nach dem Reinickendorfer Straßennamen als Kopenhagener Straße ist in der bis zum Bezirksgebietstausch 1938 hier anders liegenden Bezirksgrenze von Reinickendorf und Pankow begründet. Als Baudenkmal ist der Gedenkstein von Erwin Damerow aus dem Jahr 1949 für ermordete Antifaschisten an der Hauptstraße 34–38 ausgewiesen. Die Straße besitzt im Berliner Straßennetz die Klasse III nach Straßenentwicklungsplan, eine regionale Straßenverbindung. Hier kreuzen sich die Buslinien 155 von Schönholz her bis Hertzstraße und 122 aus Reinickendorf fährt nach Rosenthal. In der Hauptstraße liegen die Post, ein Supermarkt und die evangelische Lutherkirche. Die Hauptstraße geht in Höhe des Zufahrtwegs (auf der Westseite) zu den Wohnhäusern 2b/2c (Eckhaus 2a) aus der Kopenhagener Straße über (Bezirksgrenze bis 1938). | Kino „Lunik“, 1961 · Hauptstraße von Höhe Niederstraße nach Nord                                                                                                |
| Heegermühler Weg (Lage)     | 0160 (im Ortsteil)       | Heegermühle, seit 1928 Finow in Brandenburg                       | 18. Jan. 1936       | Die Straße entstand aus der (Niederschönhauser) Keplerstraße und der Treskowstraße, die ihre Namen seit 1902 bis 1936 trugen. Sie liegt zwischen Edelweißstraße und Wodanstraße, dabei gehört der nördliche Abschnitt bis in Höhe Marthastraße zum Ortsteil, der südliche Abschnitt zu beiden Seiten Germanenstraße zu Niederschönhausen. An der Heegermühler Straße auf der Seite zum Wilhelmsruher See befindet sich ein Spielplatz. | Heegemühler Weg-Marthastraße, 2012 · Heegermühler Weg: Blick von Niederschönhausen nach Norden > links abgehend der Siegfried-Baruch-Weg                        |
| Heinz-Brandt-Straße (Lage)  | 0770                     | Heinz Brandt (1909–1986), Widerstandskämpfer                      | 1. Juni 2006        | Die Straße liegt in Verlängerung der Straße Am Nordgraben zwischen der S-Bahnbrücke über den Nordgraben und endet am Ostrand des ABB-Werksgeländes (Industriegelände „Pankow-Park“) vor der vormaligen Bahnlinie Schönholz–Rosenthal. Die Straße verläuft am Südufer des Nordgrabens auf dem seit dem Mauerfall beräumten ehemaligen Mauerstreifen. Sie endet für den Autoverkehr als Sackgasse, ist unbewohnt und führt durch einen Zaun von den Industriebetrieben auf dem vormaligen Bergmann-Borsig-Gelände getrennt. Über diese Straße besteht keine Zufahrt zum Industriegelände von Reinickendorf her. Sie hat eine 6,5 Meter breite Fahrbahn mit je einer Fahrspur pro Richtung, einen drei Meter breiten Gehweg sowie einen 3,5 Meter breiten Radweg. Dieser ist Bestandteil des Wanderweges entlang des ehemaligen Mauerstreifens. Im amtlichen Verzeichnis ist die Straße mit 773 Metern angegeben. Durch die Brücke unter der S-Bahn-Strecke hindurch besitzt die Straße einen westlichen Anschluss an die Schorfheidestraße im Märkischen Viertel und wird durch Am Nordgraben nach Reinickendorf verlängert. Die Bezirksgrenze Reinickendorf/Pankow liegt am Ostrand der Bahnbrücke so wurde der beim Straßenbau geschaffene 120 Meter lange Abschnitt unter der Brücke und westlich der Straße Am Nordgraben zugeordnet. Ein Anschluss nach Pankow über die Lessingstraße ist nicht möglich. Die Industriegebäude entlang der Straße liegen auf dem ABB-Gelände und sind nicht für die Straße benannt. Die vormals im Zuge dieser Straße vorgesehene Nordtangente wurde durch Änderung im Flächennutzungsplan 2003 und den offiziellen Verzicht durch den Senat im Jahr 2008 aufgegeben. Grund für die Aufgabe der Pläne bestehen darin, dass sich die zu Beginn der 1990er Jahre angenommene Ost-West-Verkehrsdichte in Nordberlin nicht wie prognostiziert entwickelt hat. Andererseits bestand starker Widerstand von betroffenen Anwohnern der in Weiterführung der Heinz-Brandt-Straße geplanten Nordtangente. Bedeutung besitzt die Straße für Fußgänger, Wanderer und Radfahrer, da sie als Teil des Berliner Mauerwegs und im Wanderwegenetz Berlins (20 grüne Hauptwege) neben der Führung am Nordufer den Lübarser Weg (Nr. 4) und den Nordgrabenweg (Humboldtspur, Nr. 16) zwischen Nordbahn und dem Übergang an der ABB-Industriebahnbrücke über den Nordgraben aufnimmt. | Berlin-Wilhelmsruh Heinz-Brandt-Straße · Berlin-Wilhelmsruh Heinz-Brandt-Straße                                                                                 |
| Hertzstraße (Lage)          | 0640                     | Heinrich Hertz (1857–1894), Physiker                              | 24. Mai 1951        | Sie liegt zwischen der Tollerstraße und dem ABB-Werksgelände, über Haupt-, Hielscher-, Garibaldi- und Fontanestraße hinweg. Die Straße besaß den südlichen Zugang zum Gewerbegebiet über das vormalige Bahngleis hinweg, dieses Tor zum ABB-Industriepark ist in den 2010er Jahren nicht mehr aktiv. Die Straße wurde 1951 auf Magistratsbeschluss durch Zusammenlegung der nach ihrer Erstbepflanzung benannten Lindenallee und der Prinzenstraße benannt. Diese beiden ursprünglichen Straßen wurden vor 1902 trassiert und angelegt. Die Lindenallee war der westliche Abschnitt von der Hauptstraße, über die Eisenbahn hinweg zur Bergmannstraße. Der Straßenabschnitt östlich der Hauptstraße hieß Prinzenstraße im Verlauf bis zur heutigen Tollerstraße. Diese Namenswahl bezog sich auf die Prinzen, hierbei mithin alle Nachkommen der regierenden Hohenzollerfamilie. Am westlichen Ende gab es eine Fußgängerverbindung zum Mauerweg und zum Lübarser Weg. Das Haus Nr. 18, eine Stadtvilla um 1901 erbaut, ist ein Baudenkmal | Hertzstraße-Hauptstraße, 2012 · Hertzstraße westwärts der Fontanestraße zum alten Werkseingang                                                                  |
| Hielscherstraße (Lage)      | 1000                     | Willy Hielscher (1904–1945), Widerstandskämpfer                   | 12. Apr. 1951       | Die Straße ist vor 1902 als Prinz-Heinrich-Straße trassiert und angelegt worden. Sie liegt zwischen Fontanestraße (im Süden) und dem Nordgraben (Grenze zu Rosenthal) und verläuft westlich parallel zur Hauptstraße durch den gesamten Ortsteil. Die „Gesamtanlage Lutherkirche“ (Hielscherstraße 31–35) und die anliegenden Eckhäuser Goethestraße 1/3 mit Gemeinde- und Pfarrhaus aus den Jahren 1905–1907 von Fritz Gottlob sind als Baudenkmal eingetragen. | Hielscherstraße-Hertzstraße, 2012 · Hielscherstraße nordwärts von der Ecke Buchhorster Straße · Hielscherstraße südwärts der Lessingstraße                      |
| Kopenhagener Straße (Lage)  | 0150 (im Ortsteil)       | Kopenhagen, Hauptstadt Dänemarks                                  | 30. Apr. 1999       | Die Straße führt von Reinickendorf unter der S-Bahn-Brücke in den Ortsteil hinein und setzt sich in der Hauptstraße fort. Die Straße ist der alte Verbindungsweg zwischen Rosenthal und Reinickendorf, und schon auf dem Ur-Messtischblatt von 1871 eingezeichnet. Die Kopenhagener Straße gehörte bis 1938 vollständig zu Reinickendorf, als die Bezirksgrenze nördlicher am heutigen Wechsel der Straßennamen lag. Der Abschnitt nördlich der Bahnbrücke in Wilhelmsruh geriet ab 1961 in den Bereich des Grenzstreifens der Berliner Mauer. Ostseitig die Grundstücke 76–96 und auf der Westseite der Straße 77–101. Für das östliche Gelände an der Kopenhagener Straße / Ecke Straße 33 gibt es eine Bauplanung mit Ärztehaus, die wohl in den 2000er Jahren (außer dem genannten Eckhaus 96) nicht vollendet wurde. Bei dieser Planung sind die Wiederherstellung der Straße 33 und eine neu projektierte Straße als Zugang zu gewünschten Siedlungseinzelhäusern, eine Gewerbe- und Fachmarktfläche zur S-Bahnseite hin vorgesehen. Unmittelbar an der S-Bahn im Bereich des vormaligen Mauerstreifens ist ein Grünzug vorgesehen, wobei auf der westlichen Straßenseite das Baudenkmal Umspannwerk Wilhelmsruh von Hans-Heinrich Müller aus den Jahren 1925–1927 steht. Direkt am Bahndamm entlang kreuzt hier der Berliner Mauerweg und im Grünzug führt der Lübarser Weg entlang, der als Nummer 04 Bestandteil der 20 grünen Hauptwege Berlins und Teil des Grünen Bandes, einem unter Landschaftsschutz gestellten von der Innenstadt zum Berliner Barnim führenden ehemaligen Mauerstreifen ist. Mit dem Bau der Berliner Mauer war der S-Bahnhof nur für West-Berliner von südlicher Seite zu betreten. Der nördliche Ausgang Wilhelmsruh wurde zugemauert. Der Startbahnhof der Heidekrautbahn wurde nach Blankenfelde verlegt, und deren Wilhelmsruher Bahnhof komplett abgerissen. Heute finden sich nur noch Fundamente. Der Straßenbahnverkehr auf der Kopenhagener Straße war zerschnitten und die Straßenbahn nach Rosenthal unterbrochen. Der S-Bahnhof wurde 2000/2001 renoviert und der nördliche Ausgang wieder geöffnet, der Bahnhof liegt jedoch in Reinickendorf. Auf der östlichen Straßenseite befindet sich ein Gewerbeobjekt Kopenhagener Straße 76, das ebenfalls noch zu Reinickendorf gehört. Der Übergang zur Hauptstraße (vor 1938 Bezirksgrenze) ist auf der westlichen Straßenseite durch die Zufahrt zu den Häusern Hauptstraße 2b–2d, Eckhaus ist 2a markiert. Auf der Ostseite halben Weges zwischen Straße 33 und Niederstraße, zwischen Hauptstraße 1g, 1h und 1k liegt noch in Höhe der Kopenhagener Straße. | Kopenhagener Straße Blick von Höhe S-Bahnhof nach Nord |
| Kurze Straße (Lage)         | 0160                     | nach der geringen (= kurzen) Straßenlänge                         | ca. um 1903         | Die Kurze Straße führt als Stichstraße von der Fontanestraße ans ABB-Werksgelände. Heute bezeichnet sich das Eingangsgebäude am westlichen Straßenende als Gewerbegebäude „Wilhelmsruher Hof“. Sie ist im Pharus-Plan von 1903 als projektierte Trasse eingetragen. Die Industrieanlage von „ABB Kraftwerke Berlin GmbH“ (ehemals: VEB Bergmann-Borsig, davor: Bergmann-Elektrizitätswerke A.G.) in der Kurzen Straße 5/6 und die Grundstücke der angrenzenden Hertz- und Lessingstraße sind Baudenkmale. Die Gesamtanlage und die Blöcke in Einzelgebäuden sind durch die Aufnahme in die Denkmalsliste geschützt. Im Straßenraster des Ortsteils ist die Kurze Straße von der Garibaldistraße (vormals: Walderseestraße) durch den Garibalditeich im Viktoriapark getrennt. | Kurze Straße-Fontanestraße, 2012 · Kurze Straße westwärts der Fontanestraße                                                                                     |
| Lessingstraße (Lage)        | 0680                     | Gotthold Ephraim Lessing (1729–1781), Schriftsteller              | 1903                | Die Lessingstraße wurde bereits mit der Einrichtung der Landhauskolonie in der Trasse westlich der Hauptstraße angelegt. Der östliche Teil der Lessingstraße, die vormals nach dem Geschlecht der Familie des Deutschen Kaisers benannte Hohenzollernstraße, wurde auf Magistratsbeschluss von 1951 in die Lessingstraße einbezogen, die seither über die Hauptstraße hinweg zwischen dem Schönholzer Weg und dem Eingang zum ABB-Industriepark quer durch den Ortsteil verläuft. 1910 stand allerdings erst ein Sechsparteienhaus auf dem Grundstück 2 der Lessingstraße, die zwischen Haupt- und Seegerstraße aufgenommen ist. 1930 gehört ein Teil zum Verwaltungsbezirk Reinickendorf zwischen Reinickendorf-Liebenwalder Eisenbahn (Platz mit Nr. 1), Fontane-, Uhland-, Seegerstraße und Hielscher Straße (damals: Prinz-Heinrich-Straße) und Hauptstraße, wobei 1–26 als Baustellen und 27 mit einem Wohnhaus bebaut ist. Die Grundstücke 28–Ende (fortlaufend) gehören zum Verwaltungsbezirk Pankow. Auf der Pankower Seite (nördlich) der Straße sind Grundstück 30 mit einem Mehrfamilien- und 31 und 34 mit Einfamilienhäusern bebaut. Zwischen Uhlandstraße und Eisenbahn liegen die Baustellen auf 35–39 und durch einen Feldweg getrennt folgt Ackerland. Bis zur Bezirksgebietsreform von 1938 war die Lessingstraße auf ihrem Straßenland die Bezirks- und Ortsteilgrenze. 1943 gehört das Gelände an der Straße komplett zum Ortsteil, mit Wohnhäusern bebaut sind 8, 10, 11, 12, 14, 15, 19 und 27–31 (auch 29a, 29b), sowie 34 und hinter dem Feldweg liegt Ackerland. Noch auf der Karte von 1954 besitzt die Lessingstraße am westlichen Ende einen Verlauf über die Eisenbahn und an deren westlichen Seite entlang nach Norden mit der Brücke der Industriebahn über den Nordgraben zur Dannenwalder Straße und Wentowsteig (heute im Märkischen Viertel). Anfang der 1950er Jahre wurden die Wohnhäuser im Karree nördlich der Lessingstraße, Eisenbahn – Nordgraben – Uhlandstraße errichtet, die über Zugangsstraßen angeschlossen sind. Die Max-Born-Oberschule mit den Nebengebäuden Ecke Uhlandstraße stammt aus den 1960er/1970er Jahren. Durch den Werkseingang befindet sich am westlichen Straßenende ein Parkplatz für die Werksangehörigen und insbesondere eine Bushaltestelle für 122 und 155 die die Lessingstraße entlang fahren. | Lessingstraße von Schönholzer Weg nach Westen · Lessingstraße westwärts von Ecke Seegerstraße · Lessingstraße westwärts zum Eingang Industriepark (ABB-Gelände) |
| Marthastraße (Lage)         | 0200                     | Martha, Schwester der Maria von Bethanien und des Lazarus         | ca. um 1903         | Die Straße ist bereits auf einer Karte von 1902 vermerkt und wurde mit dem Straßenraster im Bebauungsplan für die „Colonie Wilhelmsruh“ angelegt. Sie liegt zwischen Heegermühler Weg (nördlicher Abschnitt) und Edelweißstraße / Schönholzer Weg. An ihren südlichen Grundstücken grenzt Niederschönhausen, wo es ebenfalls eine Marthastraße gibt. Die Marthastraße mündet am Schönholzer Weg gemeinsam mit der Edelweißstraße, die als Haupt- und Einbahnstraße den Verkehr dominiert. | Marthastraße von Ecke Schönholzer Weg nach Westen |
| Möllersfelder Straße (Lage) | 0380                     | Möllersfelde, Vorwerk des Guts Blankenfelde                       | 26. Juli 1927       | Der anfängliche Name war Straße 6 nach der Eintragung im Bebauungsplan von Rosenthal. Sie liegt zwischen der Buchhorster Straße (versetzt gegenüber der Seegestraße) und dem Nordgraben. Zur Straße gehören die Grundstücke Möllersfelder Straße 1–19 (ungerade) und 2–12 (gerade). Der Fahrweg am Nordgraben entlang zwischen Uhland- und Hauptstraße besitzt ebenfalls (nichtamtlich) diesen Namen. Die südliche Seite dieses Wegs sind bebaute Grundstücke (Möllersfelder Weg 12a–18), einige sind allerdings der Uhlandstraße zugeordnet (47, 47a, 47b). Im Adressbuch 1943 ist die Möllersfelder Straße Rosenthal mit dem Vermerk „Post Bln.=Wilhelmsruh“ zwischen Buchhorster Straße und Feldmark aufgenommen. Bebaut sind 1943 die Grundstücke 1–9 (ungerade) und 2 und 4 (gerade), zur Feldmark hin (der Nordgraben ist nicht aufgeführt) sind auf der ungeraden Seite das Grundstück 11 auf der Gegenseite ohne Nummer Baustellen angegeben. Die Grundstücke nördlich der Lessingstraße gehörten in den 1930er/1940er Jahren organisatorisch nicht zu Wilhelmsruh, sondern zu Rosenthal. | Möllersfelder Straße südwärts von der Ecke Nordgrabenweg |
| Mozartstraße (Lage)         | 0125                     | Wolfgang Amadeus Mozart (1756–1791), österreichischer Komponist   | ca. um 1906         | Der vorherige Name dieser Straße im Norden des Ortsteils war nach Bebauungsplan Straße 8b. Sie liegt zwischen Schillerstraße und Schönholzer Weg, westlich parallel zur Beethovenstraße. An der Westseite der Straße, Ecke Lessingstraße steht ein fünfgeschossiger Plattenbau Mozartstraße 1–15 als WBS-70-Typ errichtet parallel am Straßenlauf. Diese Plattenbauten wurden 2012/2013 saniert, wobei auch Aufzüge angebracht wurden. | Mozartstraße, 2012 · Mozartstraße von Ecke Schillerstraße nach Norden                                                                                           |
| Niederstraße (Lage)         | 0190                     | Carl Nieder (1836–1911), Kommunalpolitiker                        | ca. um 1902         | Die holprige und ausgebesserte Pflasterstraße war bereits auf einer Karte von 1902 im südlichen Ortsteil vermerkt. Sie liegt zwischen Hauptstraße und Siegfried-Baruch-Weg / Ecke Waldsteg, der von ihr fortgesetzt wird. Der Rosenthaler Bauerngutsbesitzer Carl Nieder stellte westlich des Reinickendorfer Wegs Land zur Verfügung, das der Erweiterung der Kolonie Wilhelmsruh zugutekam. Es wurde für die Bebauung in der Landhauskolonie vor 1900 parzelliert und verkauft. Von 1885 bis 1899 war er in der Gemeinde Rosenthal Gemeindevorsteher. Während jener Zeit setzte sich Nieder für den Bau einer durch die zunehmende Besiedlung notwendig gewordenen neuen Schule ein, die 1894 eingeweiht werden konnte. Er wurde 1911 auf dem Alten Friedhof Rosenthal (evangelisch), Hauptstraße 149, im Familiengrab beigesetzt. | Niederstraße, 2012 · Niederstraße Blick von der Hauptstraße nach Ost                                                                                            |
| Schillerstraße (Lage)       | 1050                     | Friedrich Schiller (1759–1805), Dichter                           | 1903                | Sie liegt zwischen Schönholzer Weg und dem ABB-Gelände beidseits der Hauptstraße auf dem Gebiet nördlich vom Tempelgraben. Die Schillerstraße besitzt an der Fontanestraße nach Westen eine Weiterführung bis ans ABB-Gelände. Die Kurfürstenstraße, östlich der Hauptstraße gelegen, wurde 1957 in die Schillerstraße einbezogen. Das Gebäude Schillerstraße 49–51 von Otto Kerwien aus den Jahren 1907–1908, heute für die 13. Grundschule genutzt ist als Baudenkmal eingetragen. Als Hauptstraße von regionaler Bedeutung verkehrt die Buslinie 155 von Pankow her und die Schillerstraße teilt sich zwischen Schönholzer Weg und Hauptstraße das Hauptstraßensystem mit der Edelweißstraße. Die Schillerstraße ist dabei in beiden Richtungen befahrbar, in den 2010er Jahren ist die Einbahnstraßenführung aufgehoben. | Schillerstraße, 2012 · Schillerstraße: Hauptstraßenführung von Ecke Schönholzer Weg nach Westen. · Schillerstraße westwärts der Fontanestraße                   |
| Schönholzer Weg (Lage)      | 0770 (nur die Westseite) | Schönholz Ortslage in Niederschönhausen                           | nach 1900           | Die Straße setzt die aus Niederschönhausen kommende Germanenstraße zur Kastanienallee fort. Nur das Straßenland die westliche Bebauung gehören zum Ortsteil, die Grundstücke der östlichen Straßenseite und auch die am Nordende verlaufende Kastanienallee liegen in Rosenthal. | Schönholzer Weg, 2012 · Schönholzer Weg von Ortsteilgrenze nach Norden                                                                                          |
| Seegerstraße (Lage)         | 0280                     | August Seeger (1817–1879), Kommunalpolitiker                      | 1903                | Die Straße wurde auf dem ehemaligen Seegerschen Besitz im Norden von Wilhelmsruh angelegt. Sie liegt zwischen Buchhorster und Schillerstraße, parallel zur Uhland- und Hielscherstraße. Die Seegers waren eine in Rosenthal alt ansässige Familie. August Seeger war Gemeindevorsteher, Schulvorsteher und Kirchenältester in Rosenthal. Seeger ist auf dem Alten Friedhof Rosenthal beigesetzt. | Seegerstraße: nordwärts der Lessingstraße |
| Siegfried-Baruch-Weg (Lage) | 0150 (im Ortsteil)       | Siegfried Baruch (1901–1973), Pädagoge                            | 25. Juli 2007       | Die als Straße 110 des Bebauungsplans angelegte Straße wurde 2007 benannt. „Die im April [2007] beschlossene Umbenennung der Straße 110 in Wilhelmsruh in Siegfried-Baruch-Weg ist jetzt rechtswirksam, teilt das Bezirksamt Pankow mit. Siegfried Baruch […] war unter anderem Lehrer und Erzieher am II. Waisenhaus der Jüdischen Gemeinde in der Berliner Straße.“ Die Straße liegt zwischen Niederstraße und Heegermühler Weg. Hier liegt die Ortsteilgrenze von Niederschönhausen zu Wilhelmsruh, wobei der Weg selbst auf Wilhelmsruher Territorium liegt. Im Berliner Straßenverzeichnis (unter 9405) ist er in der RBS-Klasse als „STRA“ eingeordnet besitzt jedoch nach OKSTRA die Zuordnung „F“ (Fußweg), es sind keine Grundstücke adressiert. | Siegfried-Baruch-Weg, 2012 |
| Straße 33 (Lage)            | 0190 (im Ortsteil)       | Name verblieb von der vormaligen Nummerierung nach Bebauungsplan  | nach 1930           | Die Straße liegt zwischen Kopenhagener Straße und dem Anschluss des Genossenschaftssteg an den Waldsteg im (Ortsteil Niederschönhausen). Am Zugang von der Kopenhagener Straße befand sich noch bis 2012 das Straßenschild. In der Straßendatenbank ist für 2013 die Straße 33 angegeben, in der Karte von Berlin 1:5000 der bezirklichen Vermessungsämter fehlt der Name für Wilhelmsruh. Das Wohnhaus an ihrer Nordseite zur Wohnanlage (Haupt-/Niederstraße) ist als Hauptstraße 1c–1f nummeriert. Zudem ist im Dezember 2013 das Straßenschild (das noch zu Beginn des Jahres bestand) entfernt. Im amtlichen Verzeichnis (2013) der Straßen in Wilhelmsruh ist Straße 33 mit 145 Meter Länge eingetragen, im LOR-Verzeichnis fehlt sie da keine bewohnten Grundstücke im Ortsteil bestehen. Die Grundstücke Straße 33, 1–19 (ungerade) und 2–20 (gerade) sind dementsprechend anders belegt. Südlich der Straße liegt ein Betriebsgelände, das bis zur Ortsteilgrenze an der Tollerstraße führt, das an deren (auch nicht zugänglichen) südlichen Ende (Nr. 1,3) ebenfalls auf der Gewerbefläche endet. Ein eigentlicher Straßenverlauf mit Siedlungshäusern und unbefestigter, asphaltierter Straße besteht in den 2010er Jahren am östlichen Niederschönhauser Abschnitt. Bis zur Bezirksgrenzenreform von 1938 gehörte das umliegende Gelände und damit der Niederschönhauser Abschnitt der Straße 33 wie auch der Wilhelmsruher (zwischen Kopenhagener Straße und Straße 79) zum Ortsteil Reinickendorf Ost des Verwaltungsbezirks Reinickendorf. Seit 1938, als die S-Bahnstrecke Bezirksgrenze wurde, ist die Straße auf zwei Pankower Ortsteile verteilt. Für das Gelände an der Kopenhagener Straße und südlich der Straße 33 gibt es eine Bauplanung mit Ärztehaus, die wohl in den 2000er Jahren (außer dem genannten Eckhaus) nicht vollendet wurde. Damit war die wiederhergestellte Straße 33 mit einer zusätzlich neu projektierten Straße als Zugang zu Siedlungseinzelhäusern vorgesehen und zur S-Bahnseite hin eine Gewerbe- und Fachmarktfläche. | Straße 33 von der Kopenhagener Straße nach Ost abgehend. · Straße 33: Ostende am Gewerbegebiet                                                                  |
| Tollerstraße (Lage)         | 0340                     | Ernst Toller (1893–1939), Dramatiker                              | 31. Mai 1951        | Die Straße in fortlaufender Nummerierung der Grundstücke liegt zwischen Edelweiß- und Niederstraße. Es ist eine schlecht ausgebesserte Pflasterstraße mit zwei Gehwegen und Straßenbäumen. Sie ist meist mit mehrgeschossigen Stadtmietshäusern bebaut und führt südlich der Niederstraße noch 50 Meter in einem Straßenstumpf weiter. Hier steht auf der Westseite ein repräsentatives viergeschossiges (mit Dachgeschoss) Wohnhaus an der Ecke auf Grundstück 5, in dem eine Seniorenbegegnungsstätte besteht. Auf der Karte von 1954 führt die Straße tiefer bis an die Straße 33, heute ist sie südlich von Grundstück 5 durch ein Tor verschlossen, dahinter die Gewerbefläche auf 1 und 3, aber diese ist von der Kopenhagener Straße her zugänglich. Im Haus Tollerstraße 31 befindet sich ein Kinder-, Jugend- und Nachbarschaftszentrum in Verantwortung des Bezirksamtes Pankow. Die Straße wurde bereits vor 1902 als Kronprinzenstraße angelegt, der Name bezieht sich dabei auf den damals aktuellen Kronprinzen der Kaiserfamilie. Bereits im Adressbuch von 1910 sind von der Nieder- zur Edelweißstraße nummeriert außer Nummer 5 alle Grundstücke (1–10 fortlaufend) mit Wohngebäuden bebaut, auf der gegenüberliegenden Straßenseite folgen von Edelweiß- bis Walderseestraße die bebauten Grundstück 11–14 mit Wohnbauten und auf 15 das Wohnhaus des Gastwirts G. Milbradt, dem auch der Garten auf 16 gehörte. An der Ostseite der Tollerstraße zwischen Garibaldi- und Hertzstraße befindet sich ein Zugang zum Wilhelmsruher See. In der Tollerstraße 15 befanden sich die Urania-Lichtspiele (276 Sitzplätze), die zu Zeiten der offenen Grenze bis 1961 und des Kalten Kriegs eine ideologische Aufgabe gegen West-Berliner Grenzkinos hatten. | Tollerstraße, 2012 · Tollerstraße von der Niederstraße nach Nord                                                                                                |
| Uhlandstraße (Lage)         | 0630 (im Ortsteil)       | Johann Ludwig Uhland (1787–1862), Dichter                         | bis 1902            | Sie liegt zwischen der Garibaldistraße und der Ortsteilgrenze an der Uhlandstraßenbrücke, die den Nordgraben überquert, der hier schon tief liegt. Sie führt nach Norden weiter durch Rosenthal bis zum Wilhelmsruher Damm. 1910 ist sie in Orientierungsnummerierung zwischen Viktoria- und Lessingstraße mit 28 Grundstücken verzeichnet, von den links 3 und 15 und rechts 4 und 22 mit Wohnhäusern bebaut sind. | Uhlandstraße, 2012 · Uhlandstraße von der Nordgrabenbrücke nach Süd                                                                                             |

## Weitere Örtlichkeiten in Wilhelmsruh

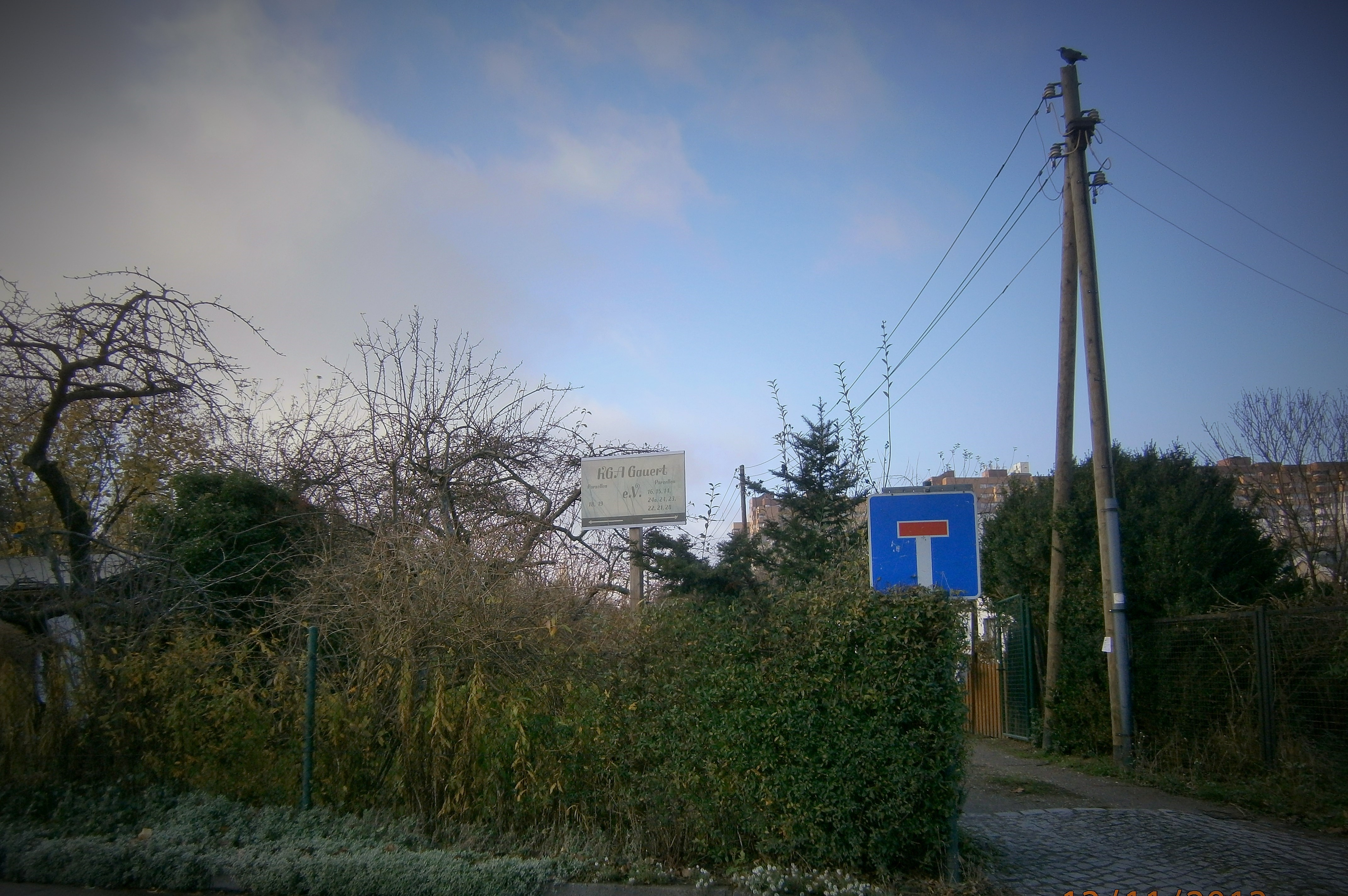
Kolonie KGA Gauert westlich der Uhlandstraße

### Kleingartenanlagen (KGA)
- Kleingartenkolonie „Gauert“ (Lage). Sie wurde 1935 gegründet und besitzt 31 Parzellen. Sie liegt westlich der Uhlandstraße und südlich vom Friedhof VII, da sie zu beiden Seiten des Nordgrabens liegt gehört der nördliche Bereich zum Ortsteil Rosenthal. So gehören von insgesamt 1,5 Hektar lediglich 1,07 Hektar Gartenfläche zum Ortsteil.

- KGA „Am Bahnhof Wilhelmsruh“ mit 27 Gärten. Die Fläche soll nach 2025 mit Wohnhäusern bebaut werden, weswegen die Anlage als ‚gefährdet‘ gilt.[31][32]

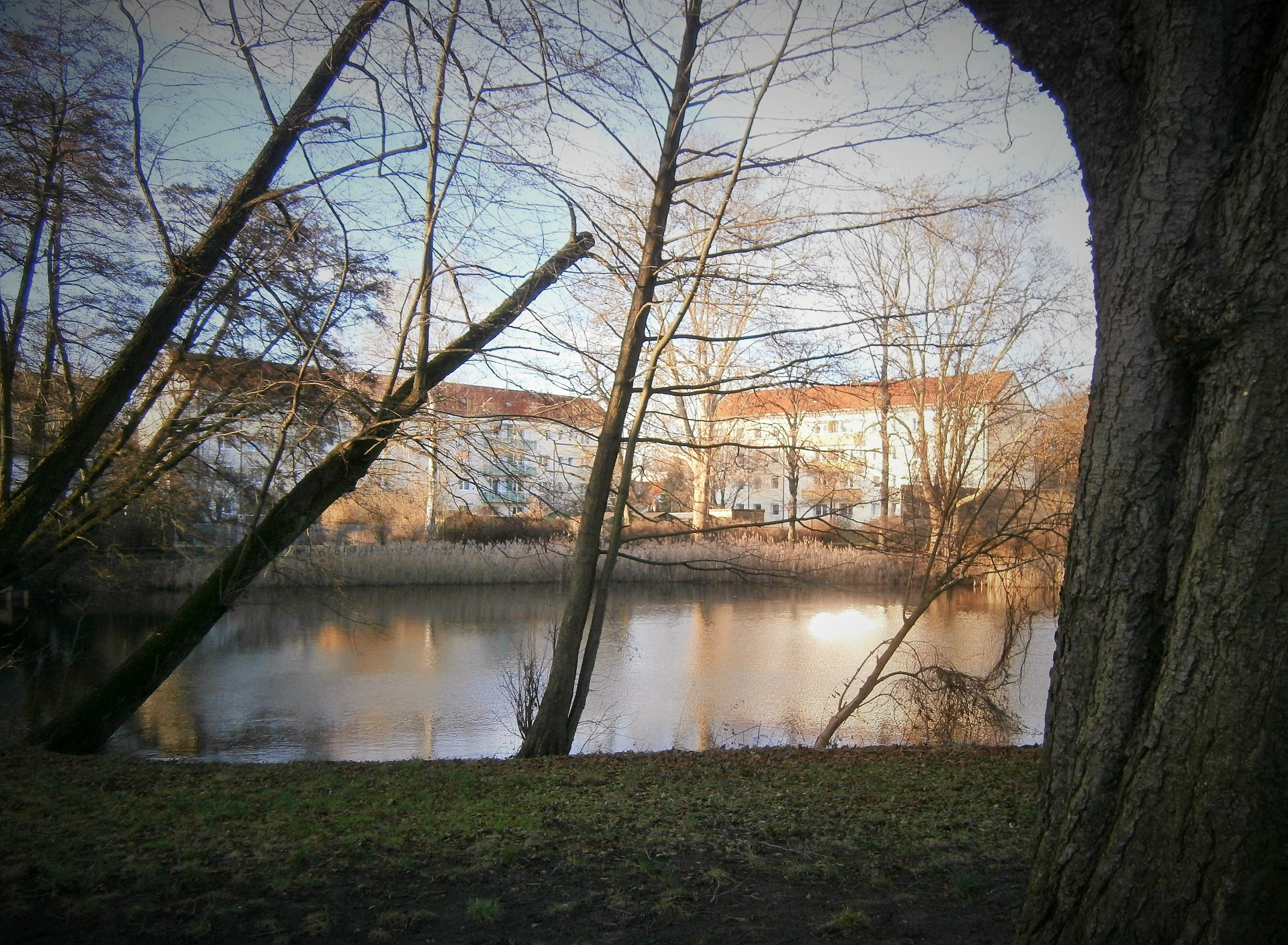
Garibalditeich im Garibaldipark

### Parks
- Der Garibaldipark (Lage) liegt zwischen Hertz-, Garibaldi-, Uhland-, Goethe-, Fontanestraße, nach dem alten Namen der anliegenden Garibaldistraße (vormals: Viktoriastraße) wird er auch Viktoriapark genannt. Er ist um den Garibalditeich angelegt und besitzt eine Fläche von 1,1 Hektar. An der Garibaldistraße befindet sich ein Spielplatz. Vom Garibaldteich geht heute der Tempelgraben ab. Dieser verläuft noch zwischen Schiller- und Edelweißstraße, ehe er durch den Schönholzer Weg nach Rosenthal läuft.

- Der Park am Wilhelmsruher See (Lage) besitzt einen Rundweg. Der Wilhelmsruher See wird etwas weniger anspruchsvoll auch Ententeich genannt. Er liegt zwischen Toller-, Heegermühler Straße und dem Siegfried-Baruch-Weg und hat eine Größe von 2,0 Hektar. Ursprünglich befand sich hier ein Sumpfgelände in den niederschen Besitzungen. Hier wurde mit der Colonie-Gründung Torf gestochen, um das Gebiet um Edelweiß- und Marthastraße aufzuschütten. Das entstandene Loch vergrößerte sich zum heutigen Wilhelmsruher See. Anfang des 20. Jahrhunderts wurden mehrere Eisschuppen eingerichtet, in denen die im Winter gebrochenen Eisblöcke für die Eisschränke im Sommer gelagert wurden. Im Sommer wurde das entstandene Gewässer als Badesee genutzt, am heutigen Steinrondell entstand damals das hiesige Seebad.[33]

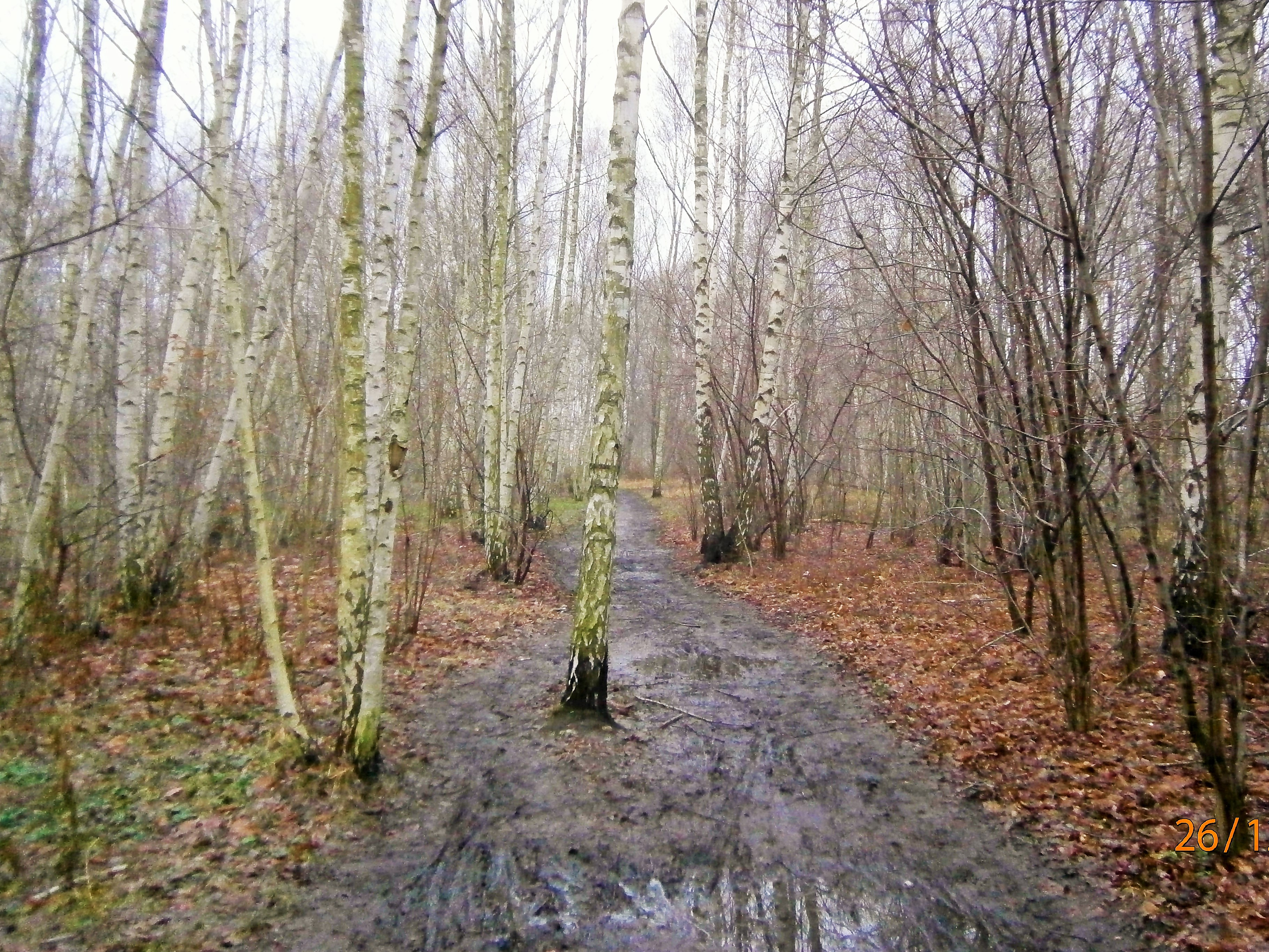
Lübarser Weg im Birkenwäldchen auf dem vormaligen Mauerstreifen, östlich der Kopenhagener Straße

- Auf dem ehemaligen Grenzstreifen entlang des Bahndamms der S-Bahn befindet sich ein Birkenwäldchen, das nach 1990 auf der freigeräumten Fläche entstand. Durch dieses „Birkenwäldchen auf dem ehemaligen Todesstreifen“ soll das „Grüne Band“ an die Zeit der Berliner Mauer mahnen. In Wilhelmsruh kreuzt dieser Streifen die Kopenhagener Straße und geht nach Westen als Grünstreifen zwischen Bahn und Industriepark auf ABB-Gelände weiter. Eine Gedenktafel am Nordausgang des Bahnhofs erinnert an die Zeit der Stadttrennung. In diesem Birkenwäldchen verläuft zentral der Lübarser Weg[13] und nach Projekt direkt am Bahndamm der Berliner Mauerweg. Der Ausbau der Fläche hat in den 2010er Jahren noch nicht den vorgesehenen Stand erreicht.

### Fabrikgelände

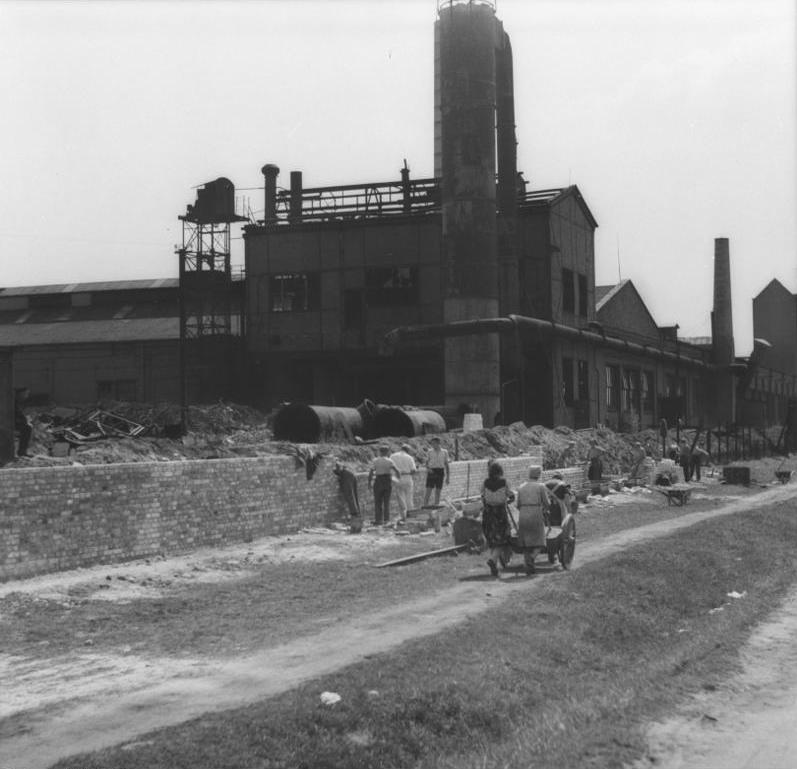
Wiederaufbau in der Sowjetischen Besatzungszone im Juli 1949. Blick auf das Bergmann-Borsig-Werk in Berlin-Wilhelmsruh von der Straßenseite her.

- Wichtig für die Flächenaufteilung war die Einrichtung des Werks von Bergmann im Jahre 1907. Später bestand in diesem Gebiet zwischen der Niederbarnimer Bahn, der Nordbahn und dem in den 1930er Jahren ausgehobenen Nordgraben die Firma Bergmann-Borsig. Nach Einstellung der Produktion wurde 1995 auf dem Gelände der Industriepark oder PankowPark eingerichtet. Dieses Dreieck mit der Spitze nach Osten ist 28,25 Hektar groß. Anfangs wurde die Bergmannstraße angelegt, die im Werksgelände aufging, in dem es keine öffentlichen Straßen gab. Der östliche Abschluss verläuft entlang der stillgelegten Strecke vom Extragleis im S-Bahnhof Wilhelmsruh zum S-Bahnhof Rosenthal mit Verbindung von der Berliner Nordbahn zur Industriebahn Tegel–Friedrichsfelde. Zwischen 1961 und 1989 stand an den nördlichen und südlichen Dreiecksseiten die Berliner Mauer. Das Gelände ist Werksgelände von ABB, vormals VEB Bergmann-Borsig und seit den 1990er Jahren teilweise eine Industriebrache. Die Werksgebäude nach Blöcken und die Industrieanlage als Gesamtensemble sind gelistete Baudenkmale.[20] Mit der vorgesehenen Nordtangente wurde außerhalb des Werksgeländes auf dem Gebietsstreifen am Nordgraben die aus dem Bezirk Reinickendorf kommende Heinz-Brandt-Straße angelegt. Da sie am Ostende nicht weitergeführt wurde, ist sie für den Autoverkehr uninteressant, dafür als Lübarser Weg,[13] Humboldt-Spur[14] und Abschnitt des Mauerwegs ein Teilstück der „20 grünen Hauptwege“ Berlins.